# Gary Low
Gary Low (Roma, 7 de junio de 1954) es el nombre artístico del cantante ítalo-español Luis Romano Peris Belmonte, muy famoso en los años ochenta por sus canciones "La colegiala", "You Are a Danger" y "I Want You".

## Trayectoria
Nació en 1954, en Roma, de padres españoles, aunque algunas fuentes indican de manera errónea su nacimiento en Tarrasa (al ser sus padres de origen catalán), sí es cierto que pasó largas temporadas en Sarriá donde sus padres tenían una casa.
En 1982 se dio a conocer en la escena italo disco, muy de moda en la Europa de la época, con un tema llamado "You're A Danger" compuesto por Pierluigi Giombini y Paolo Micioni (producido por el propio Micioni junto a su hermano Pietro, firmando como Paul & Peter Micioni), que alcanzó rápidamente el éxito, sobre todo en España donde llegó al n.º 1. Le siguió el año siguiente otro gran éxito y también canción de verano en las discotecas, titulado  "I Want You", producido también por los Micioni. Fue junto a otros artistas italianos el impulsor del italo disco también conocido como "Spaghetti Dance". Un año más tarde, en 1984, llegaría su mayor éxito con su versión italo disco del tema popular "La colegiala" (original del conjunto peruano  Los Ilusionistas, convirtiéndola como ya hiciera con sus otros dos grandes éxitos en otro clásico del verano de 1984, y éxito mundial.
Se retiró de la música y dirige una cadena de gimnasios.

## Discografía

### Sencillos
| 1982 | "You Are a Danger"                 | 25                                        | –                                         | 13                                        | 42                                        | 1                                         | 7                                         | –                                         | –                                         | solo en sencillo                          |                                           |                                           |                                           |                                           |                                           |                                           |
| 1983 | "Forever, Tonight and All My Life" | –                                         | –                                         | –                                         | –                                         | 4                                         | –                                         | –                                         | –                                         | Go On                                     |                                           |                                           |                                           |                                           |                                           |                                           |
| 1983 | "I Want You"                       | –                                         | 37                                        | –                                         | –                                         | 4                                         | –                                         | –                                         | 52                                        | Go On                                     |                                           |                                           |                                           |                                           |                                           |                                           |
| 1983 | "Where I Am"                       | –                                         | –                                         | –                                         | –                                         | –                                         | –                                         | –                                         | –                                         | Go On                                     |                                           |                                           |                                           |                                           |                                           |                                           |
| 1983 | "Mi Querido Amor" ("My Dear Love") | –                                         | –                                         | –                                         | –                                         | –                                         | –                                         | –                                         | –                                         | Go On                                     |                                           |                                           |                                           |                                           |                                           |                                           |
| 1984 | "La Colegiala" ("The Schoolgirl")  | 22                                        | –                                         | –                                         | 28                                        | 1                                         | 11                                        | 17                                        | –                                         | La Colegiala (The Schoolgirl)             |                                           |                                           |                                           |                                           |                                           |                                           |
| 1984 | "Gary Low's Summer"                | –                                         | –                                         | –                                         | –                                         | –                                         | –                                         | –                                         | –                                         | solo en sencillo                          |                                           |                                           |                                           |                                           |                                           |                                           |
| 1985 | "Non-Stop Searching/Play the Game" | –                                         | –                                         | –                                         | –                                         | –                                         | –                                         | –                                         | –                                         | La Colegiala (The Schoolgirl)             |                                           |                                           |                                           |                                           |                                           |                                           |
| 1985 | "How Much"                         | –                                         | –                                         | –                                         | –                                         | 3                                         | –                                         | –                                         | –                                         | Rien Ne Va Plus (Do Not Go Again)         |                                           |                                           |                                           |                                           |                                           |                                           |
| 1985 | "Niña/Don't Shout"                 | –                                         | –                                         | –                                         | –                                         | –                                         | –                                         | –                                         | –                                         | Rien Ne Va Plus (Do Not Go Again)         |                                           |                                           |                                           |                                           |                                           |                                           |
| 1986 | "I Wanna Be with You"              | –                                         | –                                         | –                                         | –                                         | –                                         | –                                         | –                                         | –                                         | solo en sencillo                          |                                           |                                           |                                           |                                           |                                           |                                           |
| 1990 | "Give Me a Friend"                 | –                                         | –                                         | –                                         | –                                         | –                                         | –                                         | –                                         | –                                         | solo en sencillo                          |                                           |                                           |                                           |                                           |                                           |                                           |
| 1991 | "Dear Enemy"                       | –                                         | –                                         | –                                         | –                                         | -                                         | -                                         | –                                         | –                                         | solo en sencillo                          |                                           |                                           |                                           |                                           |                                           |                                           |
| 2018 | "Get up"                           | "–" indica edición que no entró en listas | "–" indica edición que no entró en listas | "–" indica edición que no entró en listas | "–" indica edición que no entró en listas | "–" indica edición que no entró en listas | "–" indica edición que no entró en listas | "–" indica edición que no entró en listas | "–" indica edición que no entró en listas | "–" indica edición que no entró en listas | "–" indica edición que no entró en listas | "–" indica edición que no entró en listas | "–" indica edición que no entró en listas | "–" indica edición que no entró en listas | "–" indica edición que no entró en listas | "–" indica edición que no entró en listas |

### Álbumes
- Go On (1983)
- La Colegiala (1984)
- Grandes Éxitos (1984)
- Rien Ne Va Plus (1985)
- The Best Of (1993)
- The Best Of Gary Low - I Want You (1995)

### Otros álbumes en los que aparece
- Coca (LP, Album) - I Want You Many Records 1983
- Flying Mix 3 (LP) I Want You Zanza Records 1983
- White Exploitation (12") Vendetta Records 2003
- Discottanta (LP, Com) - You Are A Danger - Dig It International
- Dolce Vita Mix (LP) - You Are Danger, I Want... - Max Music (Spain)
- Cocktail 83 (12") - You Are A Danger, You... - Il Discotto Productions - 1982
- D.D.D. Manhattan Dance Dance Dance (LP) - You Are A Danger - Good Vibes - 1982
- Flying Mix (LP) - You Are A Danger, You... - Zanza Records - 1982
- Coca (LP, Album) - I Want You - Many Records - 1983
- Dance Mania (2xLP) - I WantYou - Mercury - 1983
- Disco Club - Volume 1 (LP) - You Are Danger - Break Records - 1983
- Disco Express (LP) - You Are A Danger - Arcade - 1983
- Flying Mix 3 (LP) - I Want You - Zanza Records - 1983
- Get Dancin' (LP) - You Are A Danger - Common Wealth Records - 1983
- High Life (LP) - I Want You - Polydor - 1983
- Let's Disco (LP, Gat + LP) - You Are A Danger - K-Tel (Holland) B.V., Break Records - 1983
- Long'N'Strong (LP) - I Want You - Polydor - 1983
- Powermix (LP) - You Are A Danger, You... - Baby Records - 1983
- Vamos A La Playa Vol. 2 (LP) - I Want You - Hispavox - 1983
- Dance The Best At Much More (LP) - I Want You - Best Record - 1984
- Italo Dance Tracks (LP) - La Colegiala - High Fashion Music - 1984
- Night Club (LP) - Forever, Tonight And A... - K-Tel International (Finland) Oy - 1984
- Eurobeat Fantasy Vol. 1 - Non Stop Disco Mix (CD) - How Much, I Want You,... - Pony Canyon Inc. - 1986
- Dolce Vita Mix (CD) - You Are Danger, I Want... - Max Music (Spain) - 1987
- High Fashion Disco Volume 2 (CD) - La Colegiala - Dureco - 1987
- Mega Beats Vol. 1 (12") - La Colegiala - Italoheat - 1987
- History Of The 80s (Cass) - La Colegiala - BR Music - 1988
- Dance 2 Dance Vol. 2 (CD) - La Colegiala - High Fashion Music - 1990
- Italo Dance Classics Vol. 2 (2xLP) - La Colegiala, I Want You - Arcade - 1990
- Italo Dance Classics Vol. 3 (CD) - La Colegiala - Arcade - 1990
- Italo Dance Classics Vol. 4 (CD) - I Want You - Arcade - 1990
- Summer Dance Classics (2xLP) - La Colegiala - Arcade - 1990
- Summer Dance Classics Volume 1 (CD) - La Colegiala - Arcade - 1990
- Discottanta (CD) - You Are A Danger - Dig It International - 1991
- Best Of Italo Dance (2xCD) - You Are A Danger - Arcade - 1994
- Club Dance Volume 5 (2xCD, Ltd) - You Are A Danger - Versailles - 1994
- Dance Collection 1 - Italo Disco (CD) - You Are A Danger - ARS Productions - 1994
- Hi-NRG '80s ~Non-Stop Megamix~ M-Carlo Edition (CD) - I Want You - Avex Trax - 1994
- Super Eurobeat Presents Hi-NRG '80s (CD) - I Want You - Avex Trax - 1994
- The Best Of Italo Dance Classics Vol. 2 (2xCD) - La Colegiala, You Are... - ZYX Music, Mint Records - 1994
- Gay Classics Vol. III - Out! Loud! Proud! (CD) - I Want You - SoBe Music - 1995
- Hitbox Of The 70's (4xCD, Box) - La Colegiala - Disky, Disky, Disky, Disky - 1995
- Italo Disco Classics Of The 80's 1 (CD) - La Colegiale - Disky - 1995
- Italo Disco Classics Of The 80's 2 (CD) - I Want You - Disky - 1995
- Super Eurobeat Presents Hi-NRG '80s Special Best (CD + CD) - I Want You - Avex Trax - 1995
- Top 100 Summer Hits (4xCD) - La Colegiala - Arcade - 1995
- Gay Classics Vol. VII - Out There (CD) - You Are A Danger - SoBe Music - 1996
- The Best Of Italo Disco (CD) - La Colegiala - Disky - 1996
- '80 Voglia Di Mix Vol.3 (CD) - You're A Danger - Hitland - 1997
- Mega Soleil (4xCD) - La Colegiala - Arcade - 1997
- Disco Nights Volume 5 (CD) - La Colegiala - Unidisc - 1998
- I ♥ Disco (3xCD) - You Are A Danger - Blanco Y Negro - 1998
- The Very Best Of Italo Disco (CD, Album) - La Colegiala - Disky - 1998
- I ♥ Disco Volumen 2 (3xCD) - I Want You (Maxi Version) - Blanco Y Negro - 1999
- Italo Disco Mix Vol.3 (2xCD) - You're A Danger - ZYX Music - 1999
- Las Mejores Canciones Dance Del Siglo (12xCD) - La Colegiala, I Want You - Blanco Y Negro - 1999
- One Shot '80 Volume 5 (Dance Italia) (2xCD) - You Are A Danger - Universal Music (Italy) - 1999
- Vamos A La Playa (CD, Album) - La Colegiala - Disky - 1999
- Maximum Classics 12" (CD) - La Colegiala - Disky - 2000
- Mega 80 Vol. 2 (4xCD) - La Colegiala - Wagram - 2000
- One Shot '80 Volume 10 (Dance Italia) (2xCD) - I Want You - Universal Music (Italy) - 2000
- Spirit Of Disco - Italo Disco Edition (2xCD) - La Colegiala - ZYX Music - 2001
- Spirit Of Disco Volume 1 (CD) - La Colegiala - Zyx Music - 2001
- One Shot '80 Volume 15 (Disco & Dance Italia) (2xCD) - La Colegiala - Universal Music (Italy) - 2003
- Disco Fever Hi-Energy (CD) - I Want You - UM³/USM Japan - 2004
- Italo Rarities (Box + 3xCD) - You Are A Danger - ZYX Music - 2005
- Années 80 Hits-Box (10xCD + Box) - La Colegiala - Wagram - 2007
- Top Tune Medley '1/82 / Up Tempo Dance (12") - You Are A Danger - C.S. - 1982
- Italo Dance (Cass) - La Colegiala - Kross - 1993
- I ♥ Disco Summer Volumen 1 (2xCD) - La Colegiala (Maxi Version) - Blanco Y Negro - 2005
- I ♥ Disco Summer Volumen 2 (2xCD) - You Are A Danger (Maxi Version) - Blanco Y Negro - 2006
- I ♥ Disco Summer Volumen 3 (2xCD) - I Want You (Maxi Version) - Blanco Y Negro - 2008